# Erie (Kansas)
Erie è un comune degli Stati Uniti d'America, situato nello Stato del Kansas, nella Contea di Neosho.